# Adolf von Thermo
Karl Adolf Freiherr von Thermo (* 1. Februar 1845 in Köslin; † 17. Januar 1905) war ein preußischer Generalmajor.

## Leben

### Herkunft
Adolf war der einzige Sohn des preußischen Geheimen Regierungsrates und Herrn auf Lipten Karl Freiherr von Thermo (1794–1866) und dessen Ehefrau Emma, geborene von Thermo (1818–1892). Er hatte noch sechs Schwestern. Der Landrat Gustav von Thermo war sein Großvater.

### Militärkarriere
Thermo trat am 1. Oktober 1862 in das 1. Schlesische Jäger-Bataillon Nr. 5 der Preußischen Armee in Görlitz ein. Unter Beförderung zum Sekondeleutnant erfolgte Mitte Oktober 1864 seine Versetzung nach Freiburg in Schlesien in das 2. Schlesische Jäger-Bataillon Nr. 6, mit dem er 1866 im Krieg gegen Österreich an der Schlacht bei Königgrätz teilnahm. Ab Oktober 1869 war er als Kompanieoffizier zur Unteroffizierschule nach Biebrich kommandiert, kehrte nach der Mobilmachung anlässlich des Krieges gegen Frankreich Ende Juli 1870 zu seinem Bataillon zurück und beteiligte sich an der Belagerung von Paris.
Nach dem Vorfrieden von Versailles avancierte Thermo Anfang März 1871 zum Premierleutnant und war ab Oktober 1872 auf ein Jahr zur Dienstleistung beim 4. Niederschlesischen Infanterie-Regiment Nr. 51, sowie im August 1874 zur Militärschießschule kommandiert. Mit der Beförderung zum Hauptmann wurde er am 14. Dezember 1876 als Kompaniechef in das Hannoversche Jäger-Bataillon Nr. 10 nach Goslar und am 19. Juni 1886 in gleicher Eigenschaft in das Garde-Jäger-Bataillon versetzt. Daran schloss sich mit der Beförderung zum überzähligen Major Anfang September 1887 seine Versetzung in das 4. Garde-Grenadier-Regiment Königin in Koblenz an, in dem er vom 10. August 1888 bis zum 19. September 1890 als Kommandeur des Füsilier-Bataillons fungierte. Anschließend folgte eine Verwendung als Kommandeur des Magdeburgischen Jäger-Bataillons Nr. 4 in Colmar sowie seine Beförderung zum Oberstleutnant am 25. März 1893. In dieser Eigenschaft verlieh ihm sein Bataillonschef Heinrich XIV. das Reußische Ehrenkreuz I. Klasse. Unter Stellung à la suite beauftragte man Thermo am 18. August 1895 zunächst mit der Führung des Infanterie-Regiments „von Wittich“ (3. Hessisches) Nr. 83 und als Oberst war er ab dem 14. November 1895 Kommandeur dieses Regiments. Am 25. März 1899 avancierte er zum Generalmajor und Kommandeur der 82. Infanterie-Brigade (Jäger-Brigade). Anlässlich des Ordensfestes wurde er im Januar 1901 mit dem Roten Adlerorden II. Klasse mit Eichenlaub ausgezeichnet und am 18. April 1901 in Genehmigung seines Abschiedgesuches mit Pension zur Disposition gestellt. Außerdem erhielt er die Erlaubnis zur Annahme des Kommandeurkreuz I. Klasse des Ordens vom Zähringer Löwen.